# Femmes d'Alger dans leur appartement (Assia Djebar)
Pour les articles homonymes, voir Femmes d'Alger dans leur appartement.
Femmes d'Alger dans leur appartement est un recueil de nouvelles d'Assia Djebar paru en 1980. Son titre reprend celui d'un tableau d'Eugène Delacroix, Femmes d'Alger dans leur appartement.

## Historique
Assia Djebar écrit d'abord la nouvelle du même titre comme point de départ pour un film, après le film documentaire La Nouba des femmes du mont Chenoua. Elle écrit les autres nouvelles et les publie en 1980, après plusieurs   années de pause dans l'écriture littéraire.
Le recueil parcourt la vie des femmes algériennes de 1958 à 1978.
Dans sa réédition en 2002, le recueil est augmenté d'une nouvelle inédite, « La Nuit du récit de Fatima ».